# 浜野政雄
浜野 政雄（はまの まさお、1914年（大正3年）7月18日 - 2007年（平成19年）1月9日）は、日本の音楽教育学者。

## 人物・来歴
東京出身。1941年東京音楽学校甲種師範科卒。1941年福井県鯖江師範学校、42年8月青山師範学校（のち東京第一師範学校）教授、1949年東京都教育庁指導主事、56年文部省教科書調査官、1965年東京芸術大学講師、助教授、教授、音楽学部長。1983年名誉教授、武蔵野音楽大学教授。90年春、勲三等旭日中綬章受勲。

## 著書
- 『音楽教育評価の方法と活用』 (音楽教育体系) 音楽之友社, 1952
- 『アメリカの音楽教育』音楽之友社, 1957
- 『音楽の歴史』 (少年少女音楽全集) 山下史人 等絵. ポプラ社, 1958
- 『世界の民謡』(少年少女音楽全集) 山下史人 等絵. ポプラ社, 1958
- 『ベートーベン』 (子どもの伝記物語) 吉崎正巳絵. ポプラ社, 1959　のち文庫
- 『音楽教育学概説』音楽之友社, 1967
- 『戦後音楽教育は何をしたか 浜野政雄評論集』浜野政雄著作集編集委員会編. 音楽之友社, 1982.10
- 『ポプラ社の音楽シリーズ 11 音楽のふるさと. 上 古代からモーツァルトまで』1984.4
- 『ポプラ社の音楽シリーズ 12 音楽のふるさと. 下 ベートーベンから現代まで』1984.4

### 共編著・監修
- 『音楽鑑賞指導資料集成 文部省学習指導要領準拠』黒沢隆朝,真篠将共著. 全音楽譜出版社, 1953ー54
- 『小学校音楽課指導の実際 2 中学年用』編. 全音楽譜出版社, 1955
- 『小学校音楽課指導の実際 3 高学年用』編. 全音楽譜出版社, 1955
- 『現場の音楽科』 (学習指導新書) 編. 東洋館出版社, 1955
- 『小学校音楽課指導の実際』編. 全音楽譜出版社, 1955
- 『音楽事典』 (少年少女音楽全集) 真篠将共著, 山下史人 等絵. ポプラ社, 1960
- 『こども唱歌全集』 (東芝フォノブック) 真篠将共編. 東芝音楽工業, c1961
- 『音楽の図鑑』小学館の学習図鑑シリーズ 山田浅蔵,百瀬三郎共著 1964
- 『よいこの学習百科 17　ずこう・おんがく』桑原実と 指導 暁教育図書, 1979.2
- 『旺文社教科別学習大事典 13 (Junior Epoca) 美術・音楽・家庭 図工・音楽・家庭科』高山正喜久,渡辺茂共監修 1979.3
- 『子どもと音楽 第1巻  音楽教育の目的と展望』浜野政雄 [ほか]編 同朋舎出版, 1987.10
- 『子どもと音楽 第3巻 子どもの生活と音楽』浜野政雄 [ほか]編 同朋舎出版, 1987.12
- 『音楽教育の研究 理論と実践の統一をめざして』監修, 東京芸術大学音楽教育研究室創設30周年記念論文集編集委員会 編. 音楽之友社, 1999.9